# Gabriel Mudaeus
Gabriel Mudaeus, de son vrai nom Gabriel van der Muyden, né vers 1500 à Brecht (aujourd'hui en Belgique, province d'Anvers) et mort à Louvain le 21 avril 1560, est un jurisconsulte flamand, professeur de droit romain à l'université de Louvain.

## Biographie
Il commence ses études dans sa ville natale et les continue à l'université de Louvain, à la Pédagogie du Lys, où il suit l'enseignement d'Érasme et de l'humaniste espagnol Jean Louis Vivès. Il obtient en 1523 le premier prix de philosophie au concours intercollégial.
Il est alors choisi comme précepteur des fils de Laurent de Blioul, audiencier au Conseil privé de Charles Quint, qu'il emmène dans un voyage à travers les universités de France. On peut penser qu'ils séjournèrent à Paris, mais aussi à Orléans, à Bourges et peut-être à Avignon.
Alors que sa formation antérieure était uniquement philologique et philosophique, ce voyage a dû l'ouvrir à l'étude du droit, comme on le voit à son retour à Louvain. En 1531, il est licencié en droit et en 1539 docteur utriusque iuris (dans l'un et l'autre droit, canon et civil). Dès 1537, il avait été chargé de l'enseignement des Institutes de Justinien.

## Enseignement
Mudaeus (aussi appelé Mudée) rénova les études juridiques dans les Pays-Bas et contribua, avec ses successeurs, à faire de Louvain un centre important de l'enseignement du droit romain et du droit en général.
Il introduisit à Louvain dans le domaine du droit les méthodes de l'humanisme : esprit critique, application de la méthode philologique et historique pour le retour au texte authentique. Il se place explicitement sous le patronage de Guillaume Budé et d'André Alciat. Il n'a cependant laissé qu'une œuvre purement didactique et non des travaux proprement scientifiques.
Il exerça une influence profonde sur de nombreux élèves et continuateurs, parmi lesquels on peut citer François Baudouin (Balduinus), Jean Crespin et Mathieu Wesembeke.

## Œuvres

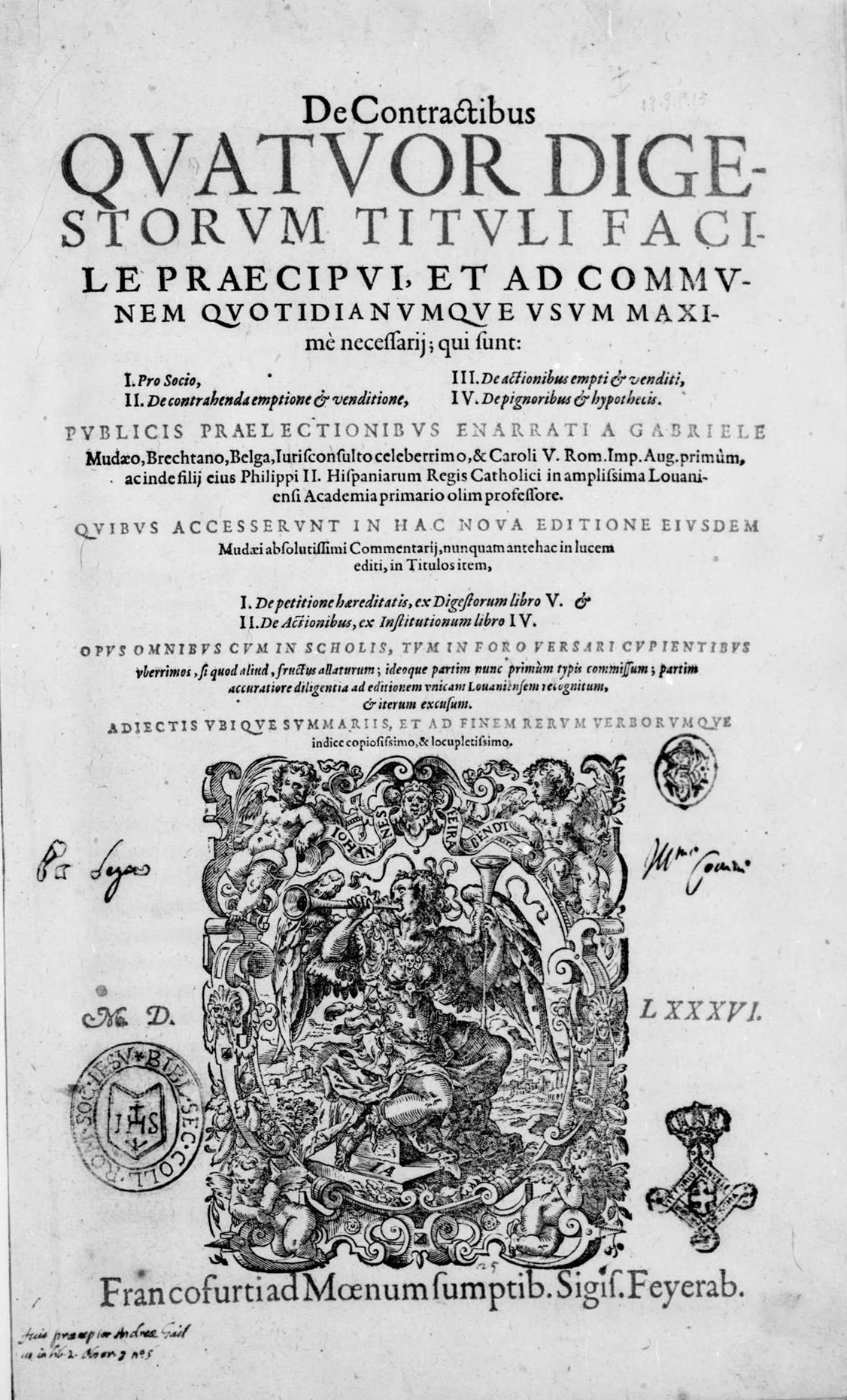
De contractibus, 1586

- (la) De contractibus, Frankfurt am Main, Peter Schmidt, 1586 (lire en ligne)